# Isaiah West Taber
Isaiah West Taber (17. srpna 1830, New Bedford, Massachusetts – 22. února 1912) byl americký daguerrotypista, ambrotypista a fotograf, který pořídil celou řadu snímků Kalifornie. Fotografie později věnoval Kalifornské státní knihovně, s tím, že by stát měl zachovávat jména a tváře, a udržovat vzpomínky co dělali a čím byli Kromě toho maloval také sketče a byl zubařem.

## Život a dílo
Narodil se v New Bedfordu v Massachusetts a v období 1845 – 1849 pracoval na moři na velrybářské lodi. Kalifornii poprvé navštívil v roce 1850. Zpátky na východ se vrátil v roce 1854 a otevřel své první fotografické studio v Syracuse, New York. V roce 1864 se vrátil do Kalifornie, kde pracoval v ateliéru H. W. Bradleye a Williama Rulofsona do roku 1873.
V roce 1871, kdy otevřel své vlastní studio, získal věhlas reprodukcemi krajinářských fotografií Carletona Watkinse. Jeho negativy získal poté, co Watkins zkrachoval, ale reprodukce Taber prodával bez marže pro Watkinse.
Asi v roce 1880 Taber podnikl šestitýdenní fotografický výlet na Havajské ostrovy, kde mimo jiného fotografoval havajského krále Kalākaua, tři portréty celé postavy. V následujícím roce navštívil Kalākaua Taberovo studio v San Franciscu. V té době studoval techniku fotografie také japonský fotograf Šiniči Suzuki II (1855–1912); Suzuki také fotografoval krále Kalākaua (v roce 1881), což může být zdrojem některých názorů, že se některé pohlednice japonské krajiny dostaly do Taberova archivu.
Od 90. let Taber rozšířil provoz svých studií v Londýně i na dalších místech v Evropě. Nicméně zemětřesení v San Franciscu v roce 1906 a následný požár zničili Taberovo studio, galerii i sbírku negativů a ukončilo jeho kariéru.

## Galerie

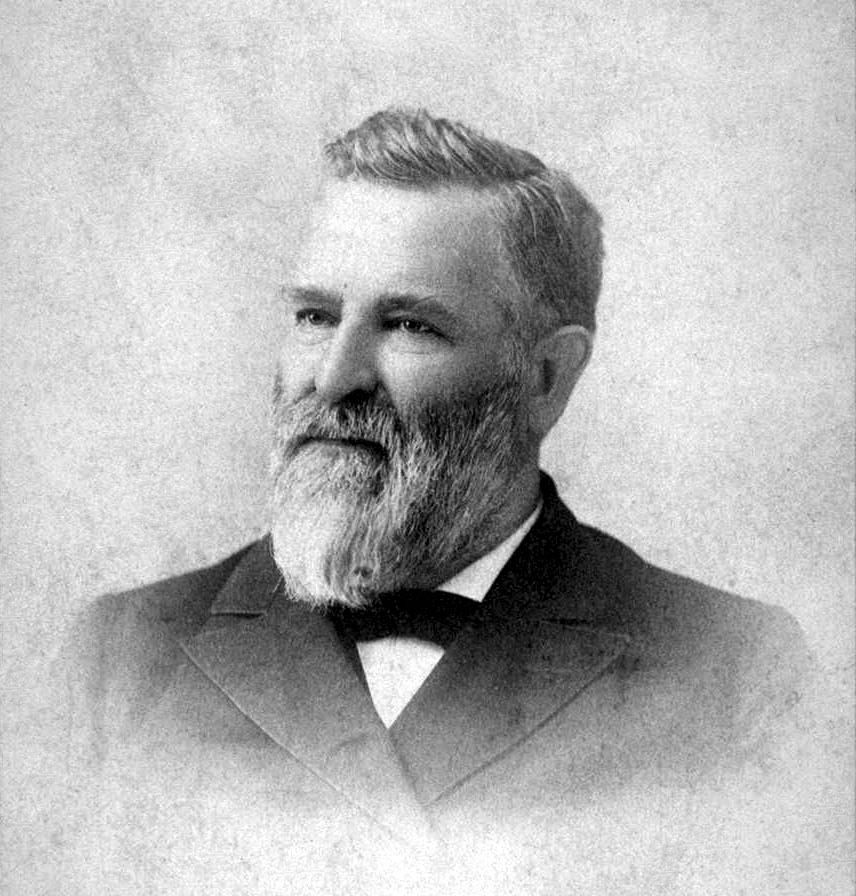
Robert Waterman, asi 1880–85
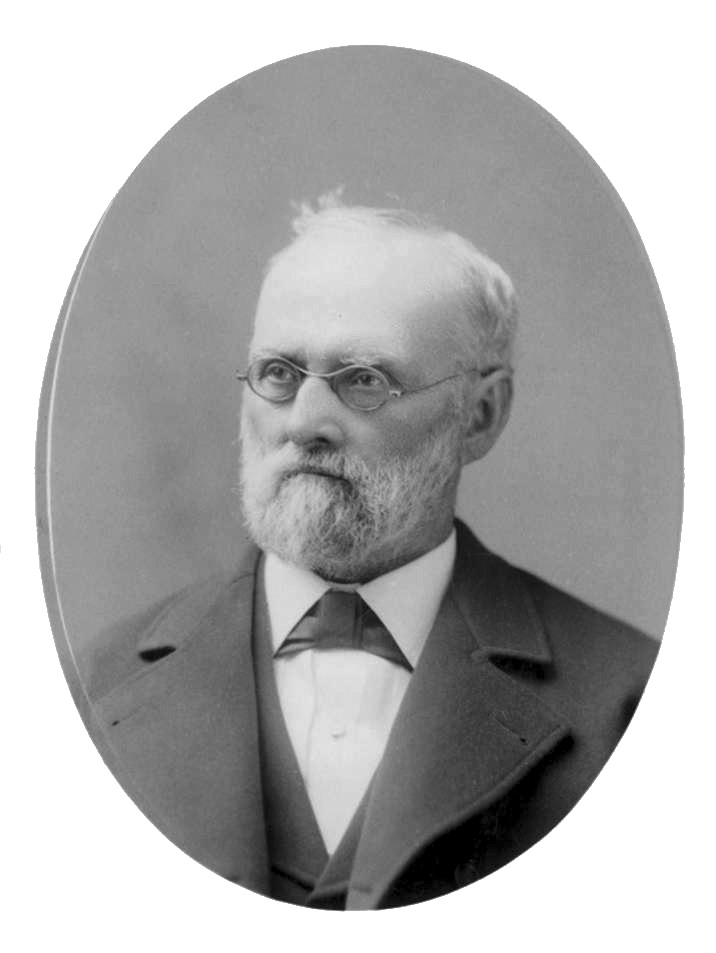
Anthony Chabot, 1883
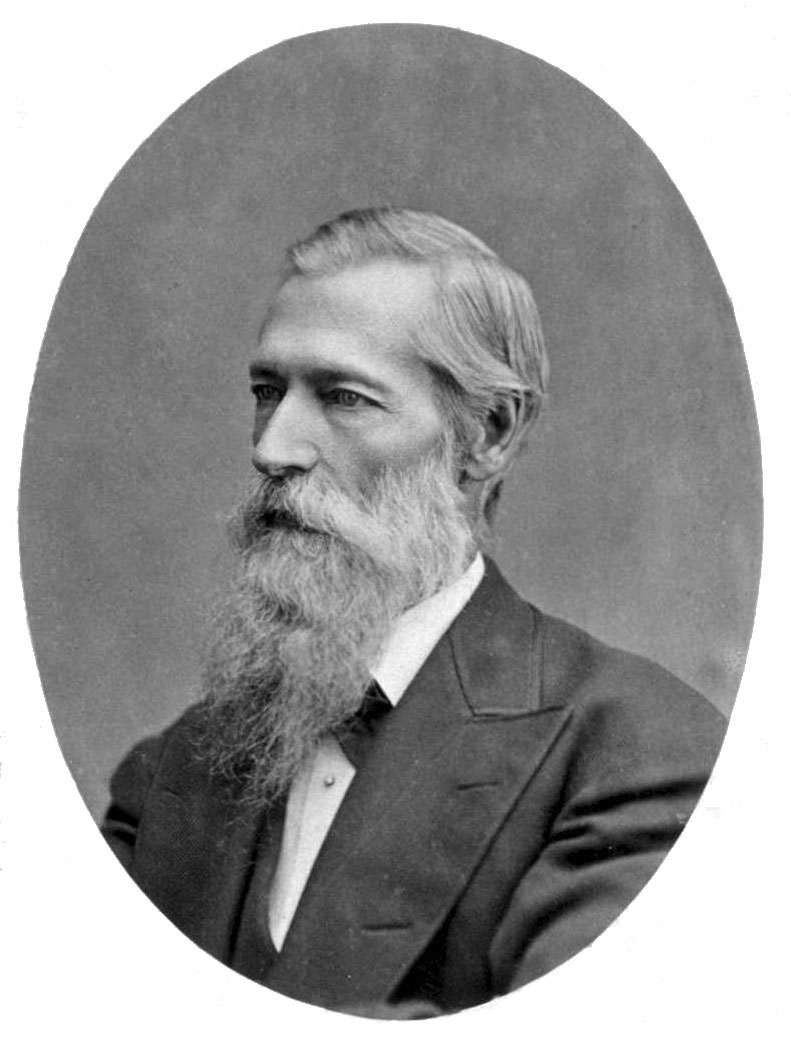
Mark Hopkins (1813–1878)
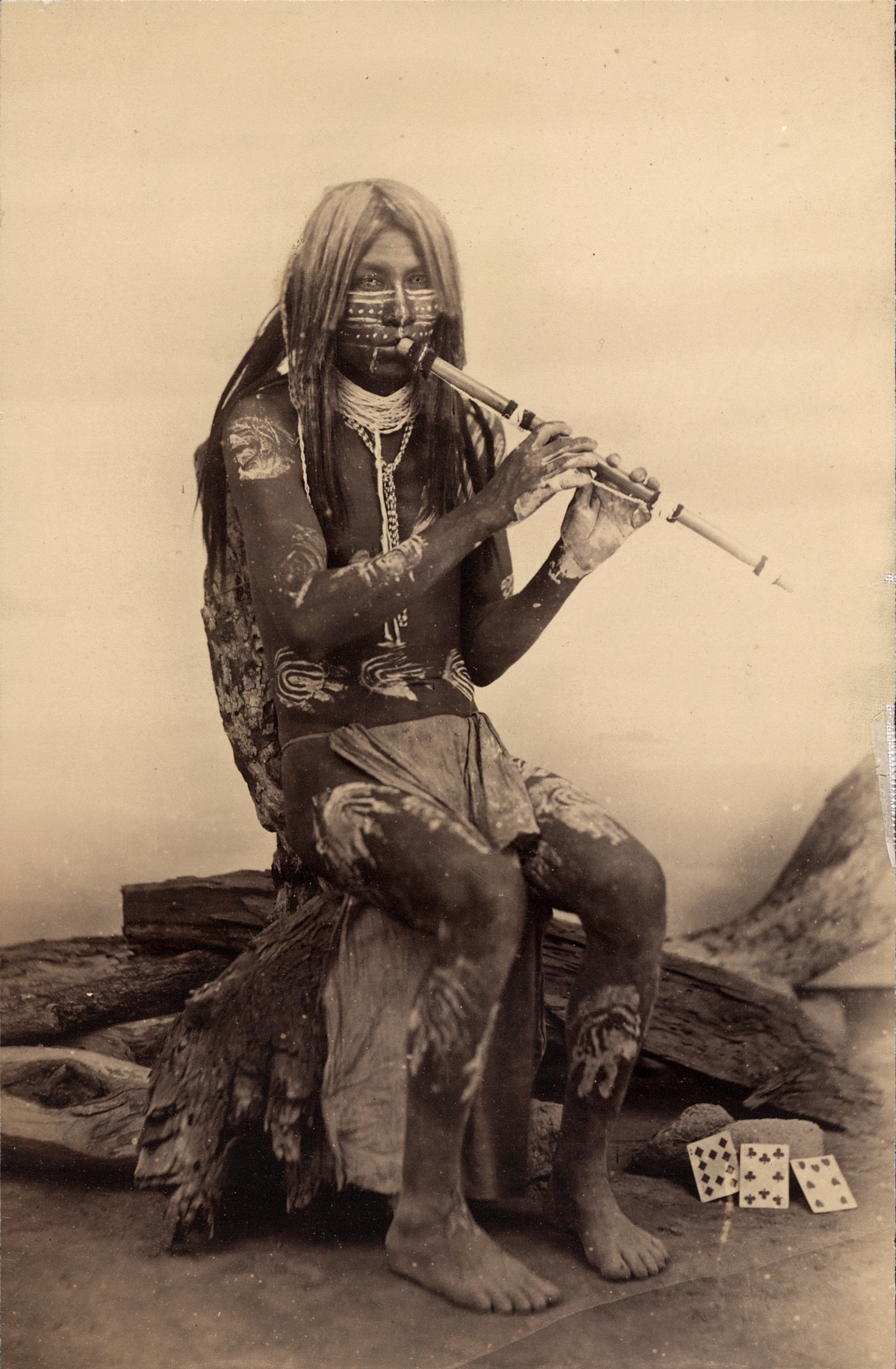
Hráč na flétnu z kmene Yuma, Arizona
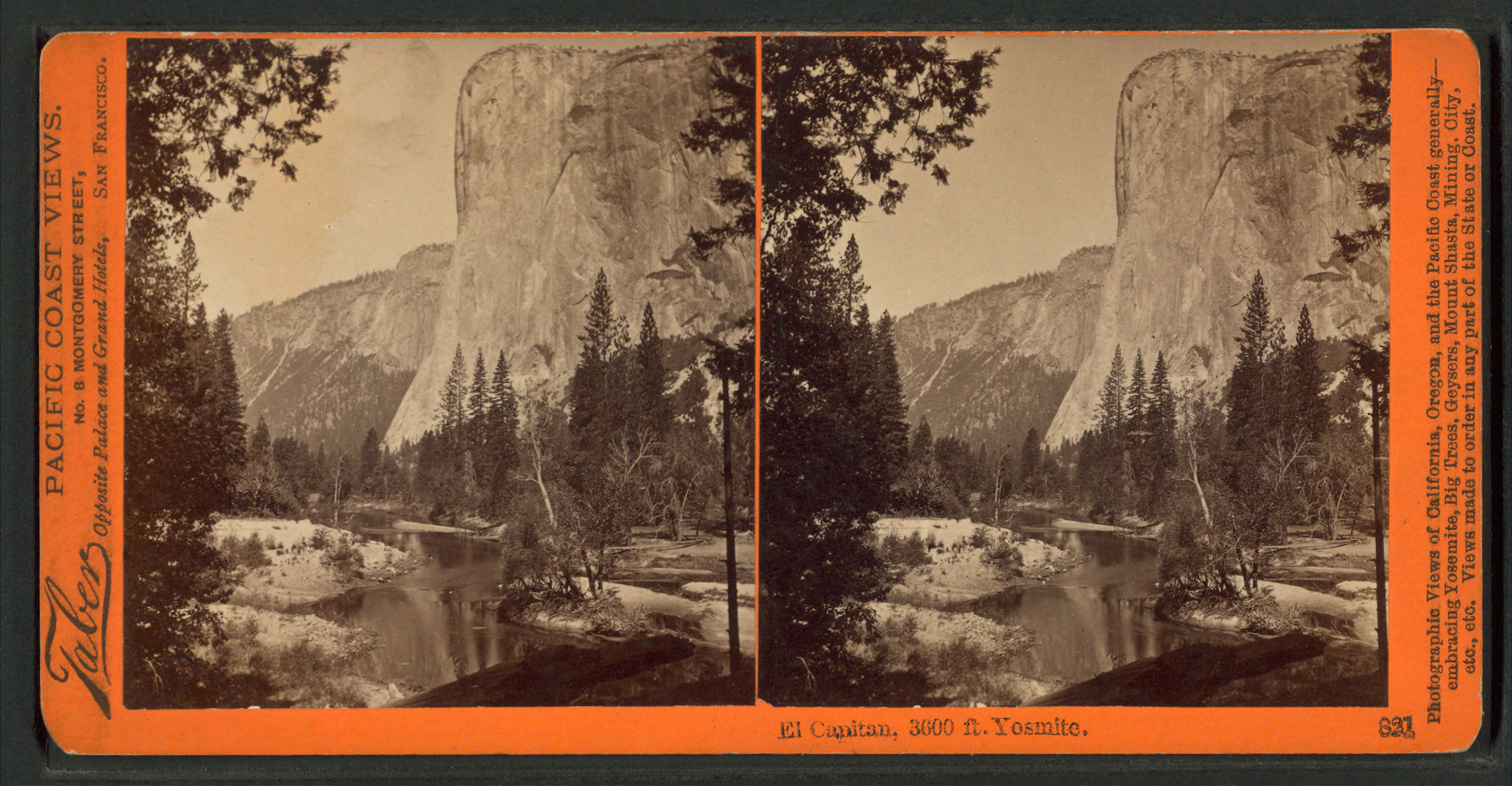
El Capitan, 3600 ft. Yosemite,
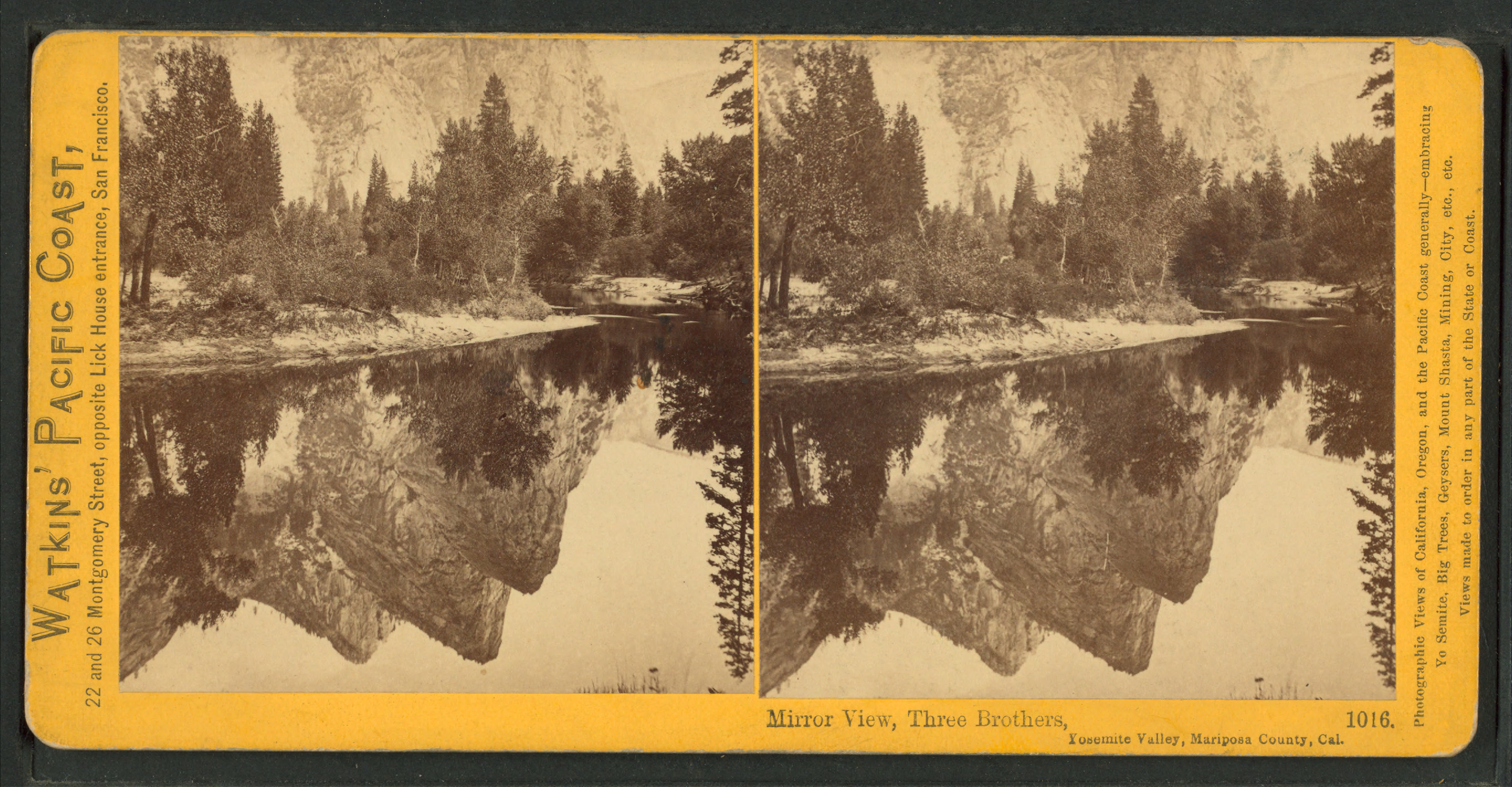
Zrcadlový pohled, Three Brothers. Yosemite Valley, Mariposa County, Kalifornie
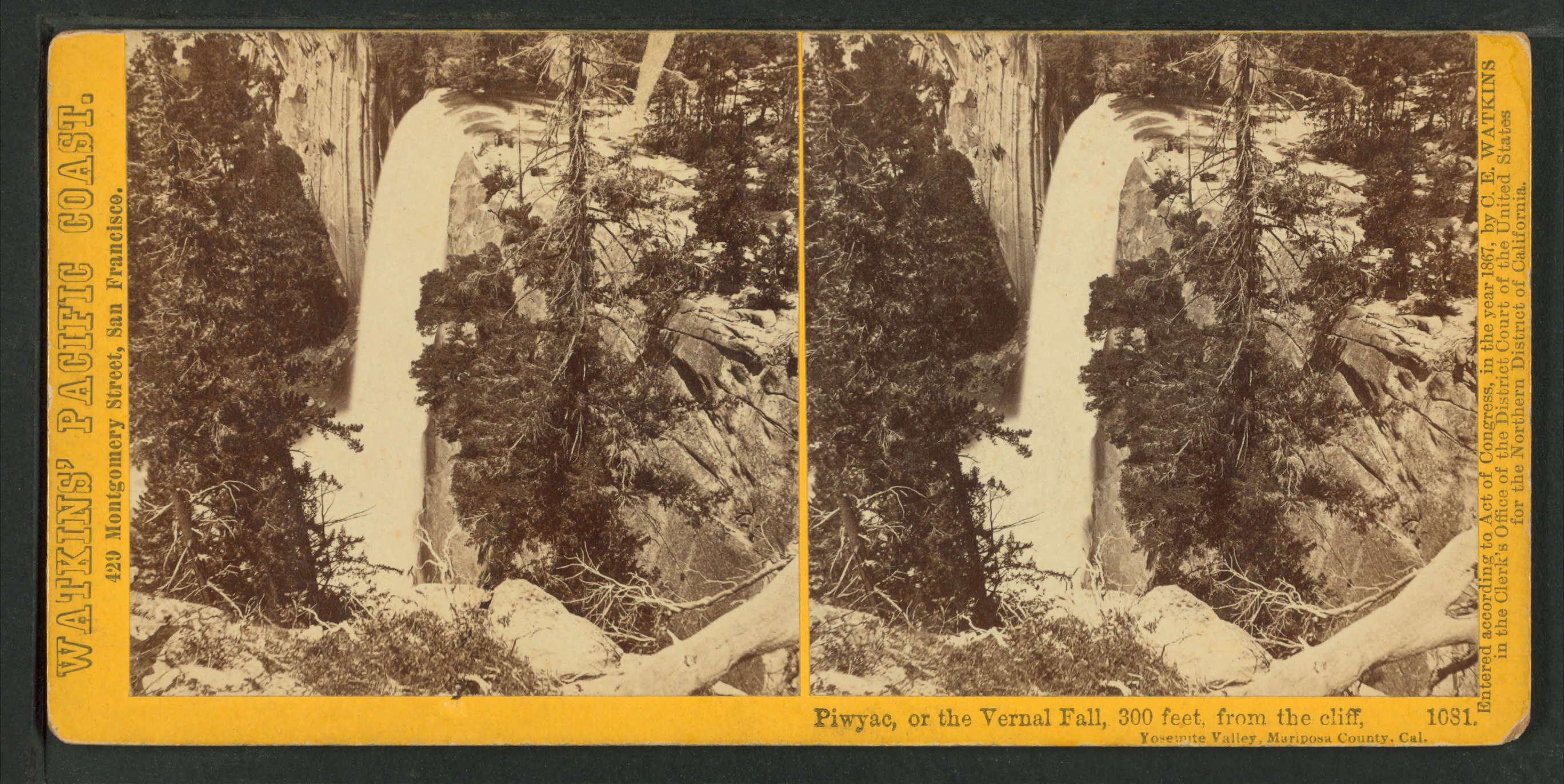
Piwyac, or the Vernal Fall, 300 feet from the cliff, Yosemite Valley, Mariposa County, Kalifornie
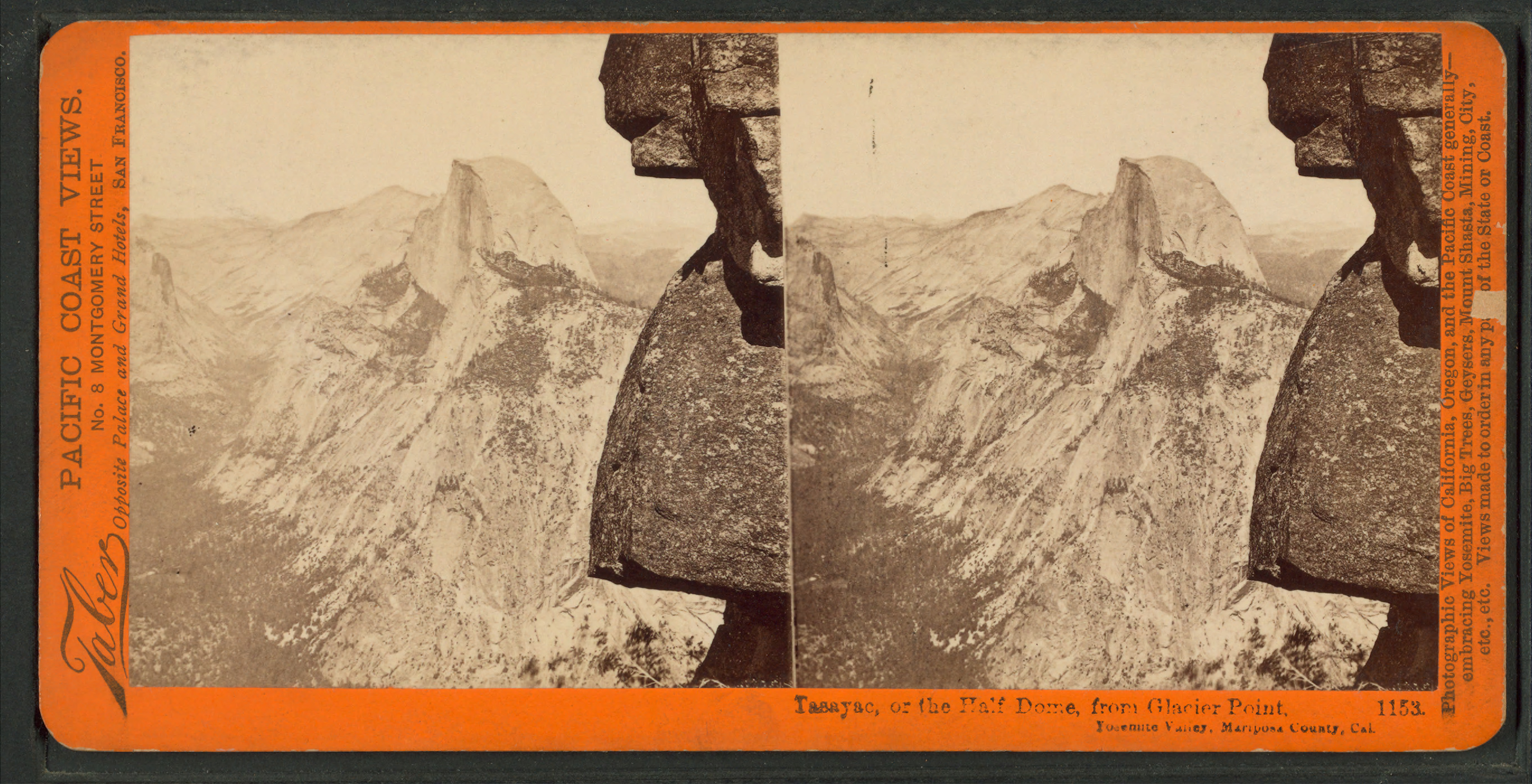
Tacoye, or the Half Dome, from Glacier Point, Yosemite Valley, Mariposa Co
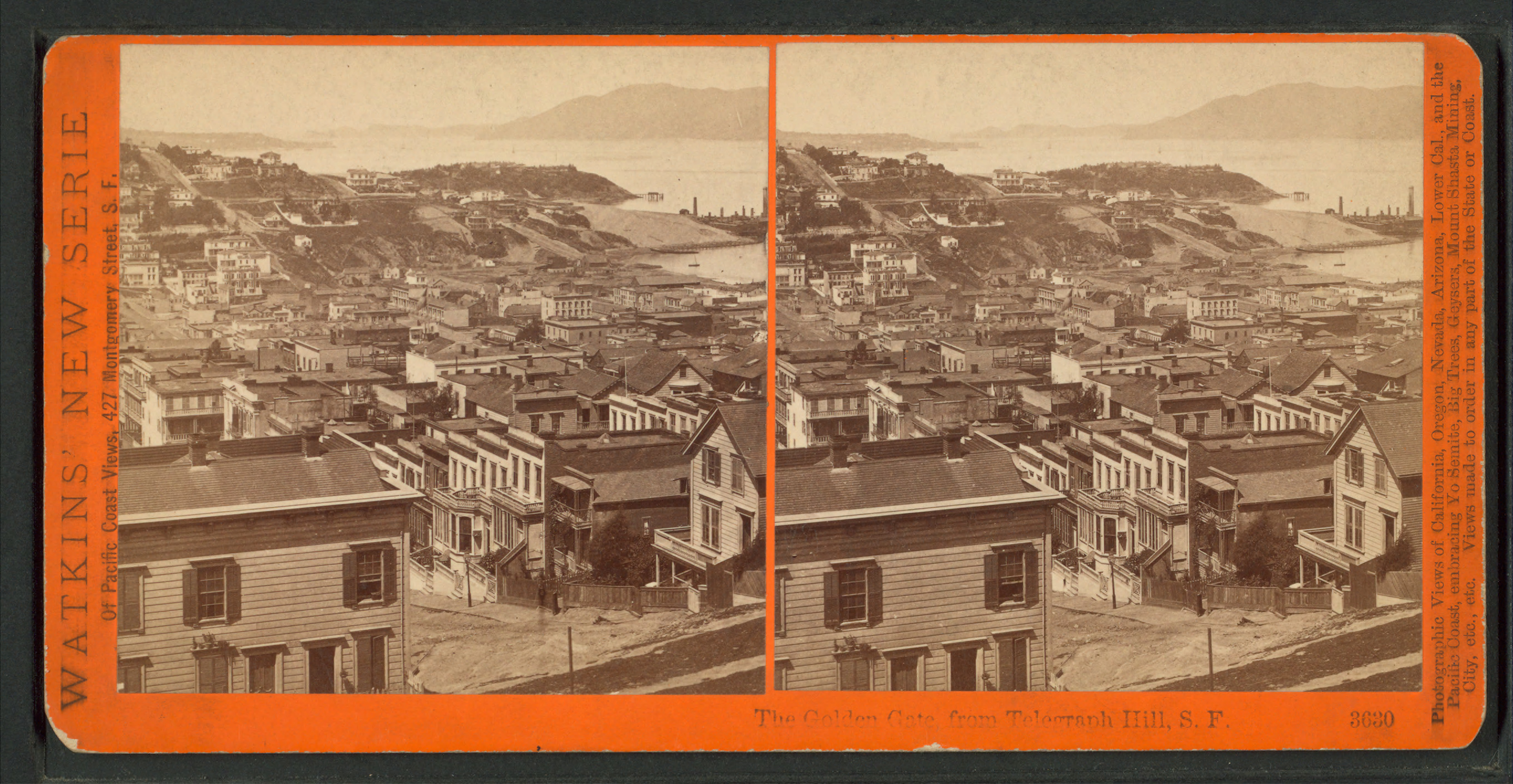
The Golden Gate, from Telegraph Hill, S. F.